# Red Ecofeminista Ibérica e Iberoamericana
La Red Ecofeminista Ibérica e Iberoamericana es una asociación española de carácter internacional. Fundada en 2012 por mujeres ecologistas y feministas, está coordinada por Dina Garzón Pacheco. El objetivo de la asociación es difundir y promover el pensamiento y las buenas prácticas del ecofeminismo entre hispanohablantes.

## Historia
Se fundó en Madrid en 2012 y en su presentación participaron la catedrática Alicia Puleo, la ecóloga Pilar Marcos Rodríguez de Greenpeace y la activista LGBT Beatriz Gimeno.

Cartel formación ecofeminista universidad de Valladolid

Se creó como una red internacional para el encuentro de personas hispanohablantes con el objetivo de difundir y promover el pensamiento y las buenas prácticas del ecofeminismo frente a la explotación del medio ambiente y la subordinación de las mujeres dentro del sistema patriarcal y capitalista.  Desde sus orígenes, la red usa como base teórica el ecofeminismo crítico de Puleo, que busca una transición ecosocial justa cuestionando el modelo de crecimiento infinito y proponiendo alternativas basadas en la sostenibilidad y la justicia social.
Dentro de las actividades que ofrece la red se encuentran la divulgación y formación, acciones políticas y sociales; y la conexión y colaboración entre organizaciones ecologistas y feministas.  En 2021 con el impulso de Puleo, se puso en marcha el curso online Ecofeminismo: Pensamiento, Cultura y Praxis en la Universidad de Valladolid. en esta formación han participado especialistas de diferentes nacionalidades: españolas, mexicanas, argentinas, guatemaltecas, brasileñas o colombianas; y se ha convertido en un entorno de aprendizaje y debate entre América Latina, España y Europa. Entre las docentes de este curso se encuentran, además de Puleo, Carme Valls-Llobet, Angélica Velasco, Marta Tafalla, Aimé Tapia González y Dina Garzón Pacheco.